# نوک‌خنجری
نوک‌خنجری (نام علمی: Recurvirostra) نام یک سرده از تیره نوک‌خنجریان است. 
در گذشته، برای این گروه از پرندگان، نام "نوک‌شمشیری" هم به کار رفته بود اما باید یادآور شد که اکنون نوک‌شمشیری، نام گروهی از پرندگان با نام انگلیسی Scimitarbill و نام علمی Rhinopomastus است.

## گونه‌ها
- نوک‌خنجری ابلق, Recurvirostra avosetta
- نوک‌خنجری آمریکایی, Recurvirostra americana
- نوک‌خنجری گردن‌سرخ, Recurvirostra novaehollandiae
- نوک‌خنجری آند, Recurvirostra andina